# Galium setaceum
Galium setaceum är en måreväxtart som beskrevs av Jean-Baptiste de Lamarck. Galium setaceum ingår i släktet måror, och familjen måreväxter. Inga underarter finns listade i Catalogue of Life.